# Zanomys kaiba
Zanomys kaiba là một loài nhện trong họ Amaurobiidae.
Loài này thuộc chi Zanomys. Zanomys kaiba được Ralph Vary Chamberlin miêu tả năm 1948.